# Lista över utmärkelser som mottagits av Charles III

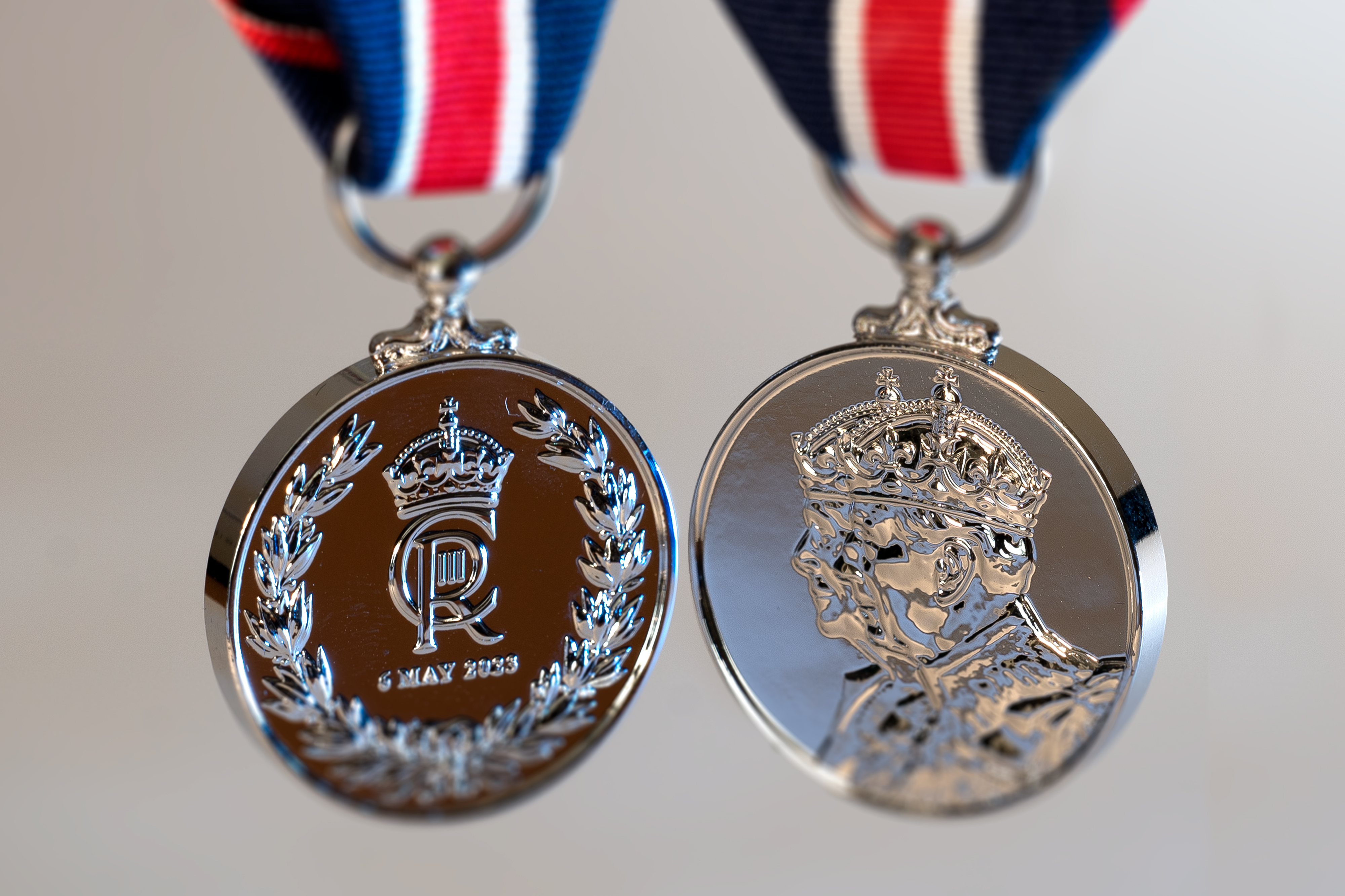
Charles III:s kröningsmedalj

Storbritanniens kung Charles III har mottagit flera priser och utmärkelser redan som kronprins både i sitt hemland och utomlands. På grund av sin roll som både den tidigare kronprinsen och nuvarande kungen har han också haft många olika titlar.

## Titlar och namn
Namn på dagens levande kungligheter ska inte längre översättas till svenska. Därför heter kungen Charles, inte Karl, också på svenska.
Innan Charles blev kung fanns det diskussion om han ska ta ett annat namn som kung. Orsaken till detta är att kungar med namnet Charles inte har ett gott rykte: Karl I avrättades genom halshuggning efter Englands inbördeskrig. Karl II hade många utomäktenskapliga barn men inga lagliga ättlingar. Dessutom gifte Karl II sig med en katolsk prinsessa från Portugal. I september 2022 meddelade Charles att han kommer att behålla sitt ursprungliga namn.
Efter Elizabeth II:s bortgång byttes Storbritanniens nationalsång från God Save the Queen till God Save the King.
Charles III:s exakta titel varierar mellan olika länder där Charles är kung, och då han blev kung fanns det 14 olika sådana titlar:
| Land                           | Titeln på engelska (och/eller på andra språk) | Källa       |
| ------------------------------ | --- | ----------- |
| Antigua och Barbuda            | Charles the Third, by the Grace of God, King of Antigua and Barbuda and of His other Realms and Territories, Head of the Commonwealth |             |
| Australien                     | Charles the Third, by the Grace of God King of Australia and His other Realms and Territories, Head of the Commonwealth |             |
| Bahamas                        | Charles the Third, by the Grace of God, King of the Commonwealth of the Bahamas and of His other Realms and Territories King, Head of the Commonwealth |             |
| Belize                         | Charles the Third, by the Grace of God, King of Belize and of His other Realms and Territories, Head of the Commonwealth |             |
| Grenada                        | Charles the Third, by the Grace of God, King of the United Kingdom of Great Britain and Northern Ireland and of Grenada and His other Realms and Territories, Head of the Commonwealth |             |
| Jamaica                        | Charles the Third, by the Grace of God of Jamaica and of His other Realms and Territories King, Head of the Commonwealth |             |
| Kanada                         | en.: Charles the Third, by the Grace of God King of Canada and His other Realms and Territories, Head of the Commonwealth fr.: Charles Trois, par la grâce de Dieu, Roi du Canada et de ses autres royaumes et territoires, Chef du Commonwealth | [ 6 ] [ 7 ] |
| Nya Zeeland                    | en.: King Charles III, By the Grace of God King of New Zealand and of His Other Realms and Territories, Head of the Commonwealth, Defender of the Faith maori: Kīngi Tiāre te Tuatoru, i runga i te Atawhai o te Atua, ko Ia te Kīngi o Aotearoa me Ērā Atu o Ōna Whenua, Rohe hoki, ko Ia te Upoko o te Kotahitanga o Ngā Whenua i Raro i Tōna Maru, ko Ia te Kaipupuri i te Mana o te Hāhi Mihingare | [ 8 ]       |
| Papua Nya Guinea               | Charles III, King of Papua New Guinea and His other Realms and Territories, Head of the Commonwealth |             |
| Saint Kitts och Nevis          | Charles the Third by the Grace of God of Saint Christopher and Nevis King, Head of the Commonwealth |             |
| Saint Lucia                    | Charles the Third, by the Grace of God, King of St Lucia and of His other Realms and Territories, Head of the Commonwealth |             |
| Saint Vincent och Grenadinerna | Charles the Third, by the Grace of God, King of St Vincent and the Grenadines and His other Realms and Territories, Head of the Commonwealth |             |
| Salomonöarna                   | Charles the Third by the Grace of God, King of Solomon Islands and His other Realms and Territories, Head of the Commonwealth |             |
| Tuvalu                         | Charles the Third, by the Grace of God King of Tuvalu and of His other Realms and Territories, Head of the Commonwealth |             |

Källa:

## Akademiska utmärkelser
Charles började studera arkeologi och antropologi samt med historia senare vid Cambridge universitet år 1967. Han tog kandidatexamen år 1970 och magisterexamen fem år senare. Då blev han Storbritanniens första tronföljare, och senare kung, med en universitetsexamen.
Charles är en hedersdoktor i följande universitet:
| Land        | Universitet                    | Disciplin           | År   | Källa  |
| ----------- | ------------------------------ | ------------------- | ---- | ------ |
| England     | Royal College of Music         | musik               | 1981 | [ 12 ] |
| Kanada      | Queen's University at Kingston | juridik             | 1991 | [ 13 ] |
| England     | Durhams universitet            | juridik             | 1998 | [ 14 ] |
| Nya Zeeland | University of Otago            | litteraturvetenskap | 1981 | [ 15 ] |
| Italien     | Universitetet i Bologna        | filosofi            | 1987 | [ 16 ] |
| Skottland   | University of Glasgow          | juridik             | 2001 | [ 17 ] |
| England     | Chesters universitet           | filosofi            | 2007 | [ 18 ] |
| Indien      | Skogsvetenskapliga institutet  | naturvetenskap      | 2013 | [ 19 ] |
| Rumänien    | Universitetet i Babeș-Bolyai   | –                   | 2017 | [ 20 ] |

## Riddarordnar och medaljer i Samväldet

### Brittiska
Som kung är Charles följande riddarordnars stormästare:
- Strumpebandsorden
- Tistelorden
- Bathorden
- Förtjänstorden
- Sankt Mikaels och Sankt Georgsorden
- Victoriaorden
- Distinguished Service Order
- Brittiska imperieorden
- Imperial Service Order
- Order of the Companions of Honour
- Brittiska Johanniterorden
- Sankt Patriksorden (vilande)
- Indiska stjärnorden (vilande)
- Kejsardömet Indiens orden (vilande)
- Indiska kronorden (vilande)

### Andra länder i Samväldet
- Kanadaorden (Kanada)[23]
- Kanadas militärförtjänstorden (Kanada)[24]
- Australienorden (Australien)[25]
- Queen's Service Order (Nya Zeeland)[26]
- Order of New Zealand (Nya Zeeland)[26]
- Nya Zeelands förtjänstorden (Nya Zeeland)[26]
- Saint Luciaorden (Saint Lucia)[27]
- Melanesiens stjärnas orden (Papua Nya Guinea)[28]
- Logohuorden (Papua Nya Guinea)[28]
- Tuvalus förtjänstorden (Tuvalu)[29]

## Utländska riddarordnar och medaljer
- storkors av Finlands Vita Ros’ orden (Finland, 1968)
- storkors av Krysantemumorden (Japan, 1971)
- storkors av Kronorden (Nederländerna, 1972)
- storkors av Ekkronans orden (Luxemburg, 1972)
- riddare av Elefantorden (Danmark, 1974)
- riddare av Dygdiga regentens orden (Nepal, 1975)
- följeslagare av Ghanas stjärnas orden (Ghana, 1977)
- storkors av Sankt Olavs orden (Norge, 1978)
- storkors av Södra korsets orden (Brasilien, 1978)
- storkors av Republikens orden (Egypten, 1981)
- storkors av Oranien-Nassauorden (Nederländerna, 1982)
- storkors av Hederslegionen (Frankrike, 1984)
- storkommendör av Lejonorden (Malawi, 1985)
- kedja av Förtjänstorden (Qatar, 1986)
- 1 klassen av Schejk Isa bin Salman Al Khalifas orden (Bahrain, 1986)
- storkors av Karl III:s orden (Spanien, 1986)
- 1 klassen av Kung Abdulaziz orden (Saudiarabien, 1987)
- 1 klassen av Mubarak den Stores orden (Kuwait, 1993)
- storkors av Avizorden (Portugal, 1993)[30]
- storkors av Ungerska republikens förtjänstorden (Ungern, 2010)[31]
- specialband av Mexikanska Aztekiska Örnorden (Mexiko, 2015)[32]
- kommendör av Jordbruksmeriters orden (Frankrike, 2017)[33]
- storkors av Rumänska Stjärnans orden (Rumänien, 2017)[34]
- riddare av Vänskapens orden (Armenien, 2018)[35]
- kedja av Torn- och svärdsorden (Portugal, 2023)[30]
- specialstorkors av Förbundsrepubliken Tysklands förtjänstorden (Tyskland, 2023)[36]
- riddare av Mugunghwaorden (Sydkorea, 2023)[37]
- kedja av Italienska republikens förtjänstorden (Italien, 2025)[38]

Källa: